# Johann Jacob Leu

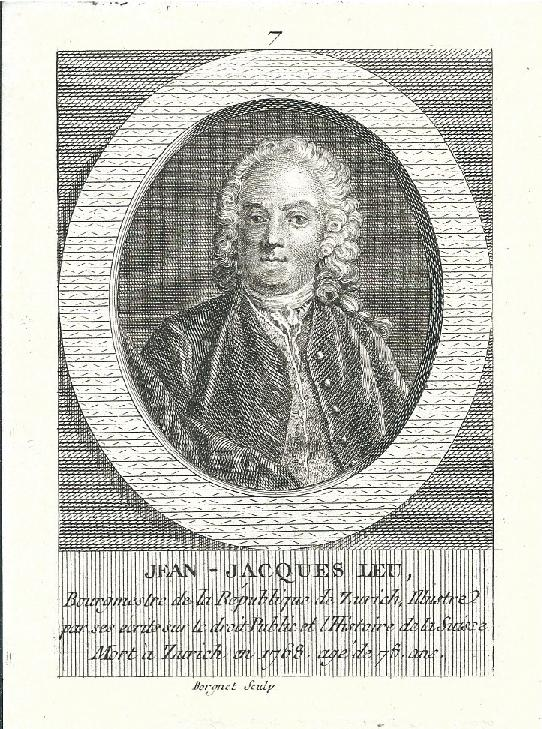
Johann Jacob Leu

Johann Jacob Leu (Zürich, 26 januari 1689 – Zürich, 10 november 1768) was een encyclopedist, archivaris en kassier van het kanton Zürich, burgemeester van de stad Zürich en stichter van de Bank Leu.

## Levensloop
Van 1707 tot 1709 vervolmaakte Leu een studiereis in Marburg, Leiden en Parijs. Vanaf 1709 werd hij ambtenaar bij het kanton Zürich. In de jaren 1709-1749 hield hij zich bezig met de archieven van het kanton. Hij correspondeerde met collega’s in Zwitserland, wat hem toeliet historische gegevens te verzamelen. Zijn werk Allgemeine Helvetische, Eydgenössische oder Schweitzerische Lexicon (1747-1760), verschenen in 20 volumes, werd jarenlang beschouwd als de standaardencyclopedie van de Zwitserse geschiedenis. Hij publiceerde ook andere historische werken op zijn kosten. Hij interesseerde zich in patriottische verhalen en in juridische analysen van de Zwitserse geschiedenis.
Van 1749 tot 1759 was hij kassier van het kanton Zürich; in deze periode publiceerde hij verder zijn boeken. In 1755 zat hij een fiscaal comité voor van het kanton die beleggingen van burgers van Zürich organiseerde in het buitenland. Nadien stichtte hij de private Bank Leu op basis van zijn ervaringen met de staatsbank van het kanton Zürich.
Vanaf 1759 tot zijn dood in 1768 was Leu burgemeester van de stad Zürich. Hij genoot een belangrijke reputatie en mocht keizerin Maria-Theresia van Oostenrijk rekenen onder de klanten van de Bank Leu. Omwille van het respect dat hij genoot als burgemeester mocht hij in functie blijven toen zijn schoonzoon Felix Grebel verbannen werd uit Zürich wegens afpersing en valsheid in geschrifte (1763).

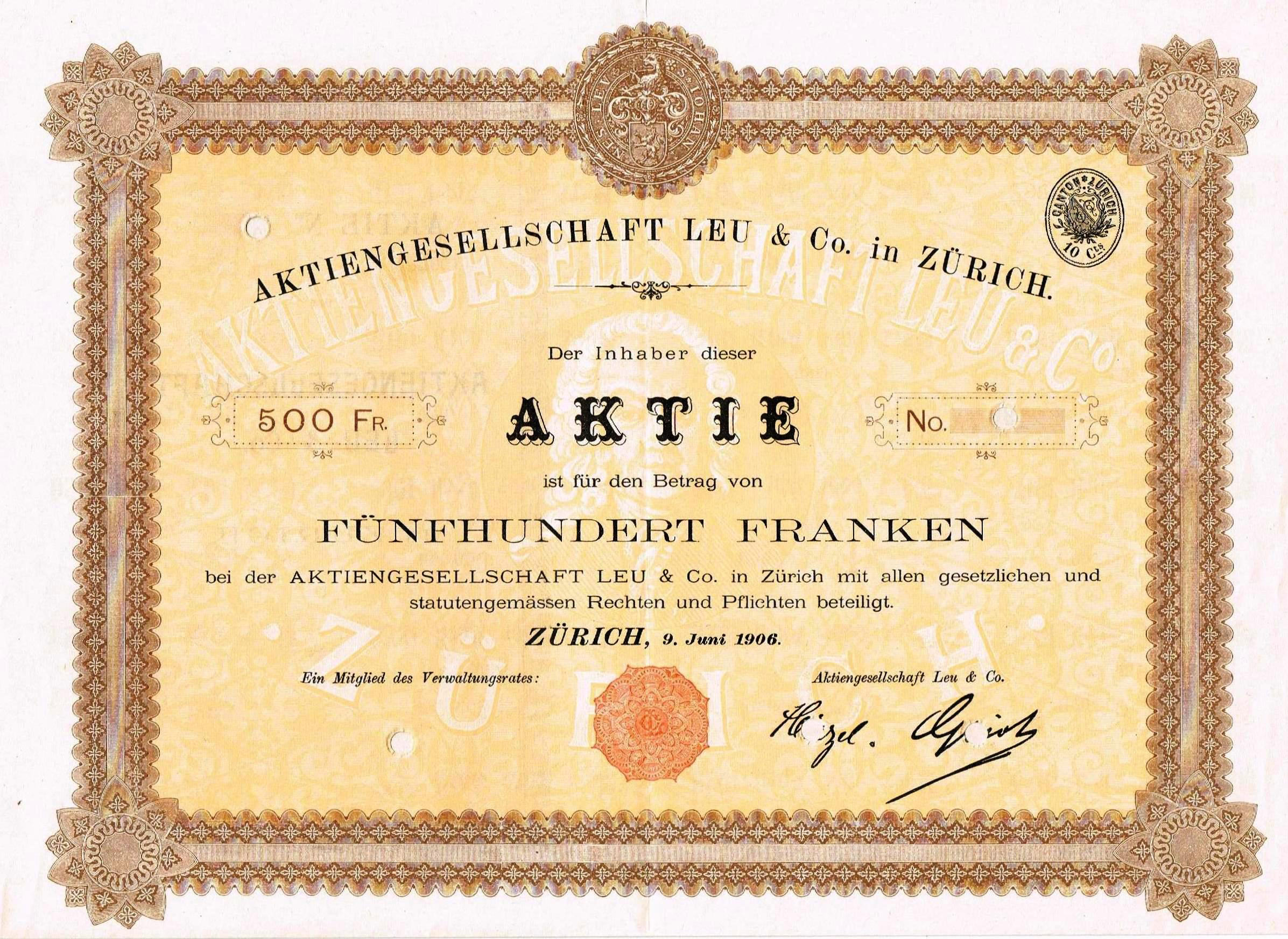
Aandeel van de voormalige Bank Leu (1906)

- Gemeinsame Normdatei: 12889010X
- Historisch woordenboek van Zwitserland: 015795
- International Standard Name Identifier: 0000 0001 1833 2239
- Library of Congress Control Number: nr00029195
- Nationale Bibliotheek van Polen: a0000003649129
- Nederlandse Thesaurus van Auteursnamen: 070664544
- LIBRIS: 347266
- Virtual International Authority File: 37983091
- WorldCat: E39PBJfRBmybBcQPWm6db7B773